# Самар (провинция)
Самар (таг. Kanlurang Samar ) — провинция Филиппин, ранее носившая название Западный Самар.

## География
Занимает юго-западную часть одного из самых крупных островов Филиппинского архипелага, острова Самар. Административный центр провинции — город Катбалоган. Граничит с провинциями Северный Самар на севере и Восточный Самар на востоке. На западе отделен от соседнего острова Лейте узким проливом Сан-Хуанико, соединяющим море Самар и залив Лейте. Площадь провинции — 5591,0 км².

## История
Остров открыл и исследовал в 1543 году испанский мореход Руи Лопес де Вильялобос. В отдельную провинцию Самар был преобразован в 1768 году.

## Население
Население — 733 377 чел. (2010). Плотность населения — 131,17 чел./км².
Население говорит в основном на языке варай-варай, входящем в группу языков бисайя (висайя). В отдельных районах распространены языки себуано и самареньо (диалект языка самар-лейте), той же группы языков.

## Административное деление
В административном отношении делится на 24 муниципалитет и 2 города.

### Города
- Калбайог (Calbayog)
- Катбалоган (Catbalogan)

### Муниципалитеты
| - Алмагро (Almagro) - Басей (Basey) - Калбига (Calbiga) - Дарам (Daram) - Гандара (Gandara) - Инабанган (Hinabangan) - Хиабонг (Jiabong) - Марабут (Marabut) - Матугинао (Matuguinao) - Мотионг (Motiong) - Пагсанган (Pagsanghan) - Паранас (Paranas) | - Пинабакдао (Pinabacdao) - Сан-Хорге (San Jorge) - Сан-Хосе-де-Буан (San Jose De Buan) - Сан-Себастиан (San Sebastian) - Санта-Маргарита (Santa Margarita) - Санта-Рита (Santa Rita) - Санто-Ниньо (Santo Niño) - Тагапуль-Ан (Tagapul-an) - Талалора (Talalora) - Тарангнан (Tarangnan) - Вильяреал (Villareal) - Сумаррага (Zumarraga) |